# Valvilla
Valvilla Oy var finländskt statligt textilindustriföretag. 
Valvilla Oy, som hade sitt säte i Åbo, grundade 1978, då yllefabriken i Hyvinge (Hyvilla Oy, Villayhtymä Oy:s efterträdare) och Kaukomarkkinat Oy Barker-Littoinens bomullsfabrik i Åbo skulle räddas. All tillverkning måste dock slutligt läggas ned 1988–1991, och 1993 gick Valvilla Oy formellt i konkurs.